# 제브라 (토리코)
제브라(ゼブラ)는 일본의 애니메이션 만화 토리코의 등장인물이다.

## 프로필
성우 :(일본) 마츠다 켄지
성우(한국): 안장혁/ 어린시절전태열
능력: 약간의 육탄전, 음파 이용 공격, 청각 발달
싸움을 사랑하는 남자이자 사천왕 중 한명으로 소리를 이용한 공격을 하는 인물이다.지옥귀(아주 멀리서 조용한소리로 말해도 다 들린다.)이며 왼쪽 볼이 찢어져 있는 것이 특징이며 제 1급 위험 생물로 지정될 정도로 위험한 인물이다. 음파를 이용한 기술이나 몸을 사용하는 기술의 파괴력은 사천왕 중 제일이며 또한 성격도 불같은 성격의 소유자이다. 토리코와 코코 이외의 써니는 그를 기피하기까지 한다.코마츠와는 멜로우 콜라를 구하러 갈때 처음 만났다. 그리고 29살이다. 나타나는 모습은 악당같으나 곤경에 처한 사람을 도와주고 거짓을 싫어하며 동료를 아낀다. 하지만 문제는 사람들이 사천왕 중 제브라만 무서워 한다는 점이다.
사냥기술
- 보이즈 미사일:소리를 미사일처럼 쏜다
- 에코 로케이션: 메아리를 이용해 사물을 감지한다. 최대범위는 위아래 모두70km이다.
- 사운드 바주카: 소리를 위에서 터트려공격
- 썬더 노이즈: 소리를 공모양으로 압축해 하늘로 쏘아올려 소리와 번개를 넓은범위에 시전한다.
- 사운드 아머: 소리로 된 보호막(갑옷)을 입힐수 있다
- 음탄:멀리에 있는 곳에 자신의 목소리를 날릴 수 있다.
- 사음(死音):사신의 발걸음을 소리로 바꾼 기술. 듣는 것만으로도 죽음에 이른다
- 메테오 노이즈: 소리를 압축해 하늘로 날려 좁은 범위내에 강력한 파괴력을 자랑한다.
- 소리 벽: 소리로 벽을 만들어 적을 가두거나 아군을 보호한다.
- 보이스 커터: 소리의 진동을 손에 담아 대상을 깨끗하게 절단한다
- 머신건 보이스: 소리를 기관총처럼 쏘아낸다.
- 보이스 유성군: 메테오 노이즈를 여러개로 공격하는 기술
- 비트 펀치:소리의 진동을 힘을 주먹에 모아 적을 내부부터 파괴시킨다
- 위크포인트 보이스: 적이 싫어하는 소리를 내어 도망치게 한다
- 보이스프레스: 순간 엄청난 소리를 질러 상대에게 큰 충격을 주고 터뜨린다
- 보이스 버스트: 엄청난 광선을 뱉어내 상대의 조직을 태워버린다
- 사운드 너클: 손에 소리를 둘러 큰 충격을 준다
- 제트 보이스:소리의 속도로 이동한다.
- 토리코와의 연계기술은 음속 못펀치가 있다.
- 화나면 에너지가 닳아도 싸울 수 있다.

풀코스
- 에피타이저(전채): 귀신의 내장 / 헌팅 레벨 91
- 스프: 적도 스프 / 헌팅 레벨 87
- 샐러드: BB 필 버그(헌팅 레벨 1750)
- 생선요리: 어나더
- 고기요리: BBQ 섬 / 헌팅 레벨 불명
- 메인요리: (현재 없음)
- 디저트: 달마선인의 헌상품 / 헌팅 레벨 불명
- 비브라지(음료): 멜로우 콜라 / 헌팅 레벨 92

파트너
- 종류 불명 '다르마 홀스.'다르마 신사에게서 빌린 생물이라고 하지만 굉장히 거대하고 강대한 힘을 가졌다.그 힘은 사괴수도 능가할지도..?